# Guisval
Guisval es una empresa española de miniaturas de juguete, especializada en la fabricación y comercialización de Die-cast; vehículos en miniatura de metal inyectado con partes de plástico. 

## Historia
Fue fundada en el año 1962 en la localidad de Ibi (Alicante) por tres socios, Francisco Guillem, José Luis Serralta y Ramón Valero, antiguos empleados de la juguetera Payà Hermanos. La suma de las primeras letras de los apellidos de los fundadores forman el acrónimo GUISVAL que da nombre a la marca.
Pese a dedicarse en un principio a relojes y máquinas de escribir de juguete, la firma obtendría popularidad por reproducir una amplia variedad de vehículos en miniatura (automóviles, camiones, autobuses…) en diferentes series y a escalas que van desde 1/23 hasta 1/87.
Actualmente, la fabricación de sus productos continúa realizándose en sus instalaciones de Ibi, que además alberga un pequeño museo donde se exhiben piezas históricas de la marca.
En 2012 Guisval celebró su 50 aniversario realizando en Madrid una exposición que atascó la Gran Vía con miniaturas de vehículos. El atasco se solucionó cuando los asistentes se fueron llevando las piezas como recuerdo.

## Productos

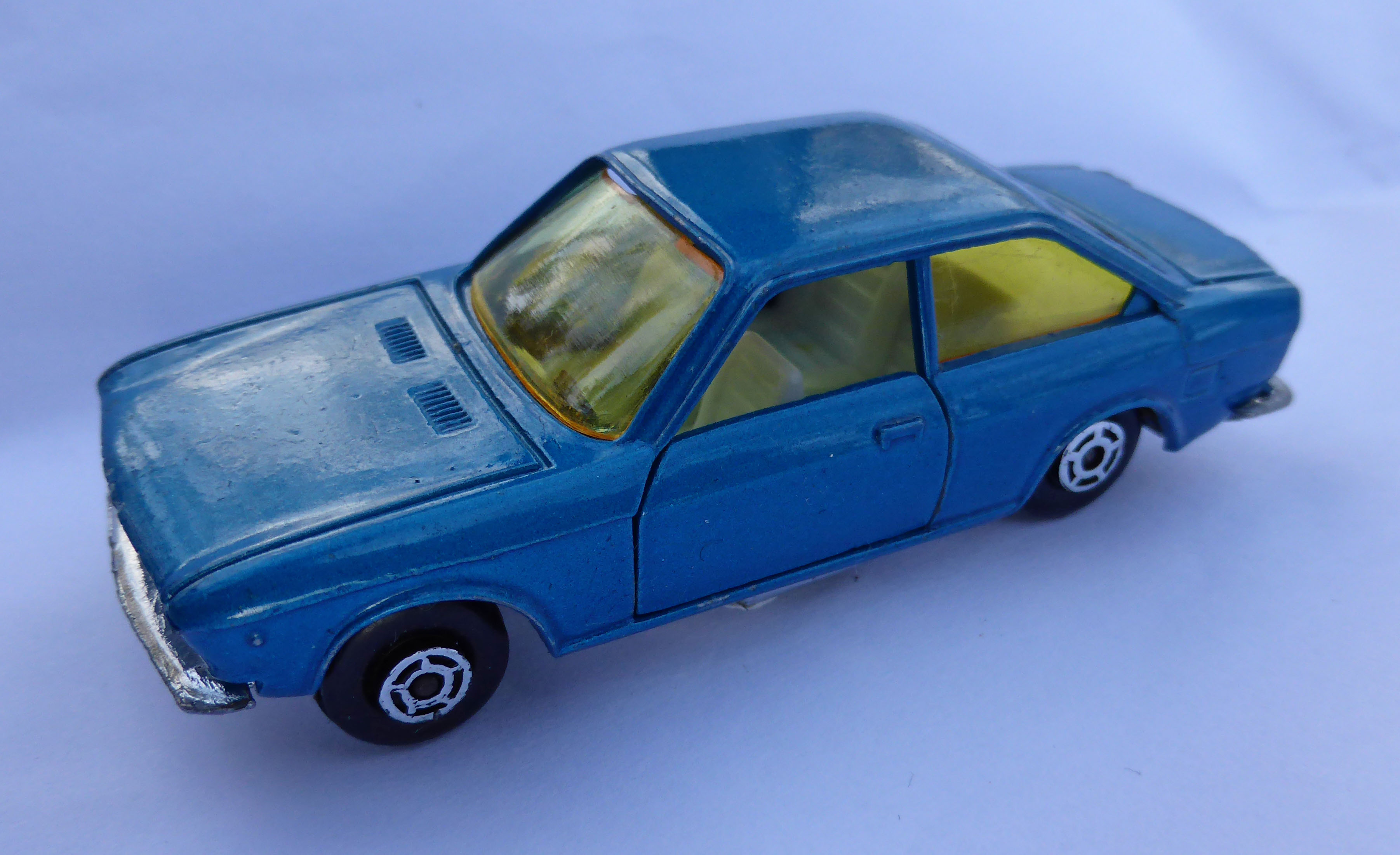
Guisval vehículo: SEAT 124 Sport Coupé

La Serie Campeón es una de las gamas estrella que durante décadas pervive en el catálogo: se trata de vehículos a una escala que se sitúa entre 1/28, 1/58 y 1/87, un tamaño aproximado a 7 cm, en los que se incluyen coches de calle y de rally, 4x4, servicios públicos y máquinas de obras, además de motos de competición y de motocross. Unas características similares comparte la Serie Furia que comprende vehículos de un tamaño mayor, entre 10cm y 12cm, correspondiendo a una escala cercana al  1/22 y 1/43. Uno de los atractivos comunes en los vehículos de estas series son la apertura de puertas (aunque solo presente en  la serie Campeón) y la decoración en tampografía.